# Altzo
Altzo és un petit municipi de Guipúscoa (País Basc). Té una extensió de 9,8 km² i una població de 359 habitants (2004). Està situat en la part oriental de Guipúscoa, dins de la comarca de Tolosaldea.
Altzo es troba a cavall de la vall de l'Oria i el del riu Araxes, poc abans de la seva confluència. Li separen 32 km de la capital provincial, Sant Sebastià i 6 km de la capital comarcal, Tolosa.Té la particularitat de ser un municipi binuclear. Està compost per dos barris coneguts com a Altzo Baix (en basc Altzo Azpi) i Altzo Dalt (en basc Altzo Muño). Aquests dos barris antigament van ser independents i encara avui dia constituïxen dos nuclis de població ben definits.
Altzo Azpi és el nucli més antic, però també el més petit i menys poblat. Es troba pràcticament en la Vall de l'Oria, al barranc que forma la desembocadura d'un rierol. La població té una estructura lineal al llarg de la vall i de la carretera que puja cap a Altzo Muño.
Altzo Muño es troba en una zona elevada de pendents suaus, semi-amagada entre els boscos que separen la Vall de l'Oria i la de l'Araxes. Presenta un aspecte dispers. Aquí es concentra la major part de la població i es troba l'ajuntament.